# هاشم صالح (مفكر)
هاشم صالح (1950- ) كاتب وباحث ومفكر ومترجم تنويري سوري، ويعد من أبرز المفكرين التنويريين العرب، يهتم في قضايا التجديد الديني ونقد الأصولية ويناقش قضايا الحداثة وما بعدها، يكتب في جريدة الشرق الأوسط، عاش في فرنسا منذ الثمانينات ولمدة ثلاثة وثلاثين عاماً في باريس، وله العديد من الأعمال التي تعبر عن أفكاره. ويعيش الآن في المغرب .

## الترجمة
قام بترجمة الكثير من كتب محمد أركون إلى العربية وساهم في تعريف القُراء العرب به وبأفكاره. و شارك في عدة لقاءات تلفزيونية عبر محطات عربية وغربية في شرح آرائه ونقد الواقع العربي المعاصر.

### ترجمات
| الكتاب                                                           | المؤلف            | سنة النشر | ملاحظات                  |
| ---------------------------------------------------------------- | ----------------- | --------- | ------------------------ |
| سيكولوجية الجماهير                                               | غوستاف لو بون     | 1991      |                          |
| من الإجتهاد إلى نقد العقل الإسلامي                               | محمد أركون        | 1993      |                          |
| العلمنة والدين: الإسلام المسيحية الغرب                           | محمد أركون        | 1996      |                          |
| القرآن: من التفسير الموروث إلى تحليل الخطاب الديني               | محمد أركون        | 2001      |                          |
| الإسلام أوروبا الغرب، رهانات المعنى وإرادات الهيمنة              | محمد أركون        | 2001      | [ 1 ]                    |
| معارك من أجل الأنسنة في السياقات الإسلامية                       | محمد أركون        | 2001      |                          |
| من فيصل التفرقة إلى فصل المقال... أين هو الفكر الإسلامي المعاصر؟ | محمد أركون        | 2006      |                          |
| الفكر الإسلامي: نقد واجتهاد                                      | محمد أركون        | 2007      |                          |
| الفكر الأصولي واستحالة التأصيل: نحو تاريخ آخر للفكر الإسلامي     | محمد أركون        | 2007      |                          |
| نحو نقد العقل الإسلامي                                           | محمد أركون        | 2009      |                          |
| كتب تحترق: تاريخ تدمير المكتبات                                  | لوسيان بولا سترون | 2010      | بالاشتراك مع محمد مخلوف. |
| نحو تاريخ مقارن للأديان التوحيدية                                | محمد أركون        | 2011      |                          |
| قراءات في القرآن                                                 | محمد أركون        | 2017      |                          |
| التاريخ الفكري لليبرالية                                         | بيير مانن         | 2018      |                          |
| حين يستيقظ الإسلام                                               | محمد أركون        | 2019      |                          |
| التشكيل الإنساني للإسلام                                         | محمد أركون        | 2022      |                          |

## دراسته
- أنهى مرحلة دبلوم الدراسات العليا من جامعة دمشق كلية الاداب وعمل بعدها معيدا في كلية الآداب في جامعة حلب في سوريا
- نال منحة دراسية لدرجة الدكتوراه إلى جامعة السوربون وناقش رسالة الدكتوراة عام 1982 عن الأدب والنقد الأدبي العربي تحت اشراف البروفسور محمد أركون

## كتاباته
تركز كتابات هاشم صالح على مواضيع متخصصة منها: الفلسفة وفلسفة التنوير والتنوير الأوروبي ومواضيع أخرى ومن كتبه:
- كتاب مدخل إلى التنوير الأوروبي.[3]
- كتاب معضلة الأصولية الإسلامية
- كتاب الانسداد التاريخي
- كتاب محمد أركون إلى اللغة العربية [4]
- كتاب معارك التنويريين والأصوليين في أوروبا.
- كتاب الإسلام والانغلاق اللاهوتي.
- كتاب مخاضات الحداثة التنويرية ؛ القطيعة الإبستمولوجية في الفكر والحياة.
- كتاب الانتفاضات العربية على ضوء فلسفة التاريخ.

## وصلات خارجية
- مقالات الكاتب هاشم صالح في جريدة الشرق الأوسط
- حوار مع هاشم صالح موقع الحوار المتمدن
- موقع الاوان الإلكتروني